# Puchacz śnieżny
Puchacz śnieżny, sowa śnieżna (Bubo scandiacus) – gatunek dużego ptaka drapieżnego z rodziny puszczykowatych (Strigidae). Narażony na wyginięcie.

## Systematyka
Gatunek został dwukrotnie opisany naukowo przez Karola Linneusza w dziesiątej edycji Systema Naturae, w 1758 roku, pod nazwami Strix scandiaca i Strix nyctea. Zgodnie z zasadami ICZN, pierwsza nazwa ma priorytet, a druga jest jej synonimem. W 1826 roku gatunek został przeniesiony do monotypowego rodzaju Nyctea Stephens, 1826.
Późniejsze badania genetyczne wykazały bliskie pokrewieństwo tego gatunku z puchaczami z rodzaju Bubo. Na tej podstawie w 2003 roku AOU zaakceptował zmianę nazwy Nyctea scandiaca na Bubo scandiacus. Również polska nazwa zwyczajowa została zmieniona na puchacz śnieżny.
Mimo rozległego zasięgu występowania nie wyróżnia się podgatunków.

## Występowanie
Gniazduje w tundrze Eurazji i Ameryki Północnej, także w północnej Grenlandii. Sporadyczne lęgi odnotowano na Islandii i Szetlandach (północna Wielka Brytania). Zimuje na południe od zasięgu letniego, w tym na prawie całym Półwyspie Skandynawskim, w środkowej Azji oraz tajdze i północnej części Wielkich Równin Ameryki Północnej.
Gatunek zaliczany do awifauny Polski, bardzo rzadko do niej zalatujący, głównie w okresie zimowym – od października do lutego. Można go zaobserwować tylko podczas niektórych zim i przede wszystkim w północnej części kraju. Inwazyjne pojawy w kraju odnotowano zimą 1920/21 i 1932/33.

## Charakterystyka

### Wygląd zewnętrzny
Duży ptak, wielkości puchacza. Wyraźna biała szlara, wokół dzioba długie miękkie pióra. Nogi i palce obficie opierzone. Dymorfizm płciowy w upierzeniu: samiec – nieomal czysto biały, niewiele brązowych plamek, najliczniejszych na lotkach i sterówkach oraz barkówkach i pokrywach skrzydłowych. Samica większa, a plamki zlewają się w poprzeczne pręgi. Młode z jeszcze większą ilością barwy brązowej.

### Wymiary
- długość ciała: 53–66 cm[13]
- rozpiętość skrzydeł: 142–166 cm[14]
- masa ciała: 1,1–2 kg[15]

### Głos
Samce puchacza śnieżnego wydają monotonne krooh, krooh, krooh…, najczęściej siedząc na gałęzi.

## Biotop
Tundra, przy ciężkiej zimie przelatują na południe, jednak wędrówki są nieregularne, a migruje zmienna liczba osobników.

## Lęgi

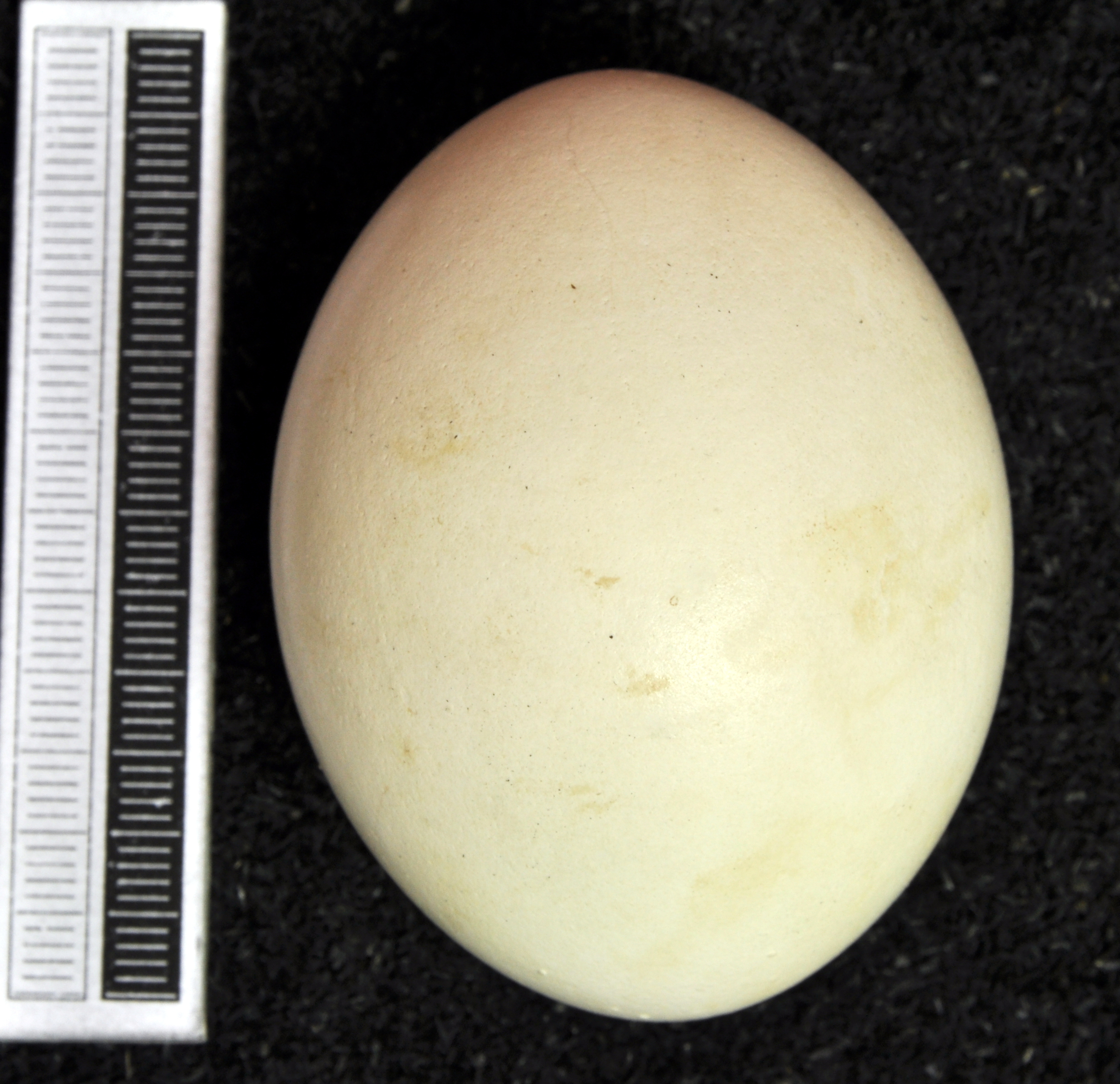
Jajo z kolekcji muzealnej

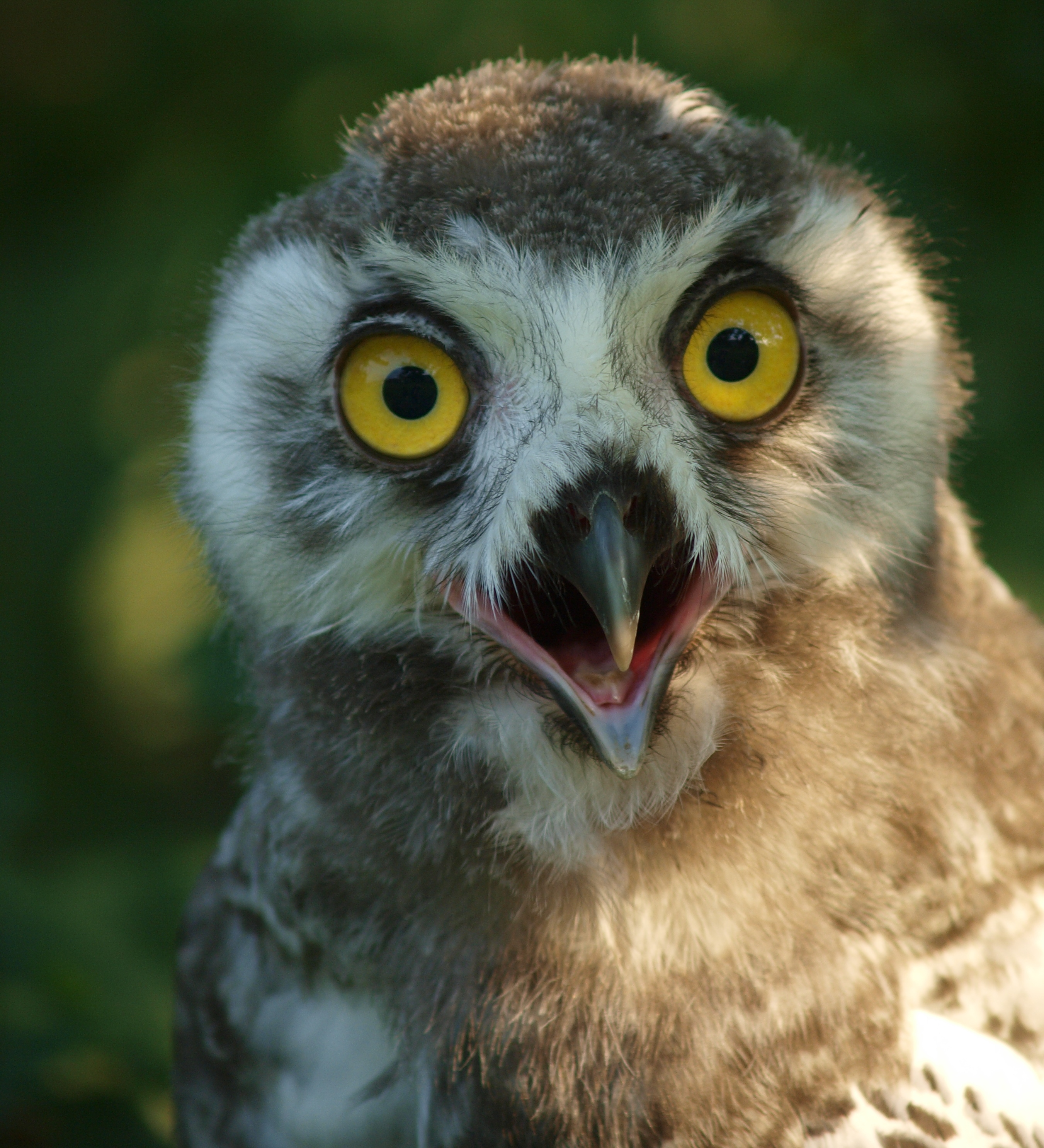
Młody puchacz śnieżny

Gniazdo na ziemi, w płytkim zagłębieniu. Okres lęgowy przypada na maj i czerwiec. W ciągu roku wyprowadza jeden lęg, składając w maju 5–14 jaj. Jaja składane w odstępach kilkudniowych, wysiadywane są od zniesienia pierwszego jaja przez okres 5 tygodni. Pisklętami zajmują się obydwoje rodzice.

## Pożywienie
Gryzonie (głównie lemingi) i ptaki. Czasami poluje na ryby. Im mniej pokarmu, tym większą jego część stanowią gryzonie. Poluje za dnia.

## Status i ochrona
Od 2017 roku Międzynarodowa Unia Ochrony Przyrody (IUCN) uznaje puchacza śnieżnego za gatunek narażony na wyginięcie (VU, Vulnerable). Wcześniej miał on status gatunku najmniejszej troski (LC, Least Concern). Liczebność światowej populacji szacuje się na około 28 tysięcy dorosłych osobników. Globalny trend liczebności populacji uznawany jest za spadkowy.
W Polsce podlega ścisłej ochronie gatunkowej.

## Puchacz śnieżny w kulturze
Puchaczem śnieżnym była Hedwiga z cyklu powieści o Harrym Potterze.
W powieści Łowcy przygód Jerzego Marlicza występuje puchacz śnieżny imieniem Wooto.